# Darko Franović
Darko Franović (* 2. Oktober 1967 in Crikvenica) ist ein ehemaliger kroatischer Handballspieler.

## Karriere

### Verein
Darko Franović war als Kind zunächst im Schwimmen und Wasserball aktiv, ehe er zum Handball wechselte. Mit 15 Jahren spielte er bereits beim RK Crikvenica bei den Erwachsenen. Ab 1984 lief der Kreisläufer für den RK Zamet Rijeka auf. Seine erfolgreichste Zeit verbrachte er beim RK Karlovac, mit dem er in der kroatischen Premijer Liga den zweiten Platz und im Pokal das Finale erreichte, sich aber jeweils dem Seriensieger RK Zagreb geschlagen geben musste. In der Liga wurde er in der Saison 1994/95 mit 206 Toren Torschützenkönig. Mit Karlovac nahm er auch am Europapokal der Pokalsieger 1995/96, am EHF-Pokal 1996/97 und am Europapokal der Pokalsieger 1997/98 teil. Von 1998 bis 2000 spielte er wieder für den RK Zamet Rijeka, ehe eine Knieverletzung seine Karriere beendete. In der Saison 2003/04 kehrte er für acht Spiele beim RK Crikvenica auf das Feld zurück.

### Nationalmannschaft
Mit der kroatischen Nationalmannschaft gewann Franović bei der Europameisterschaft 1994 die Bronzemedaille. Kurz vor den Olympischen Spielen 1996, bei denen Kroatien Olympiasieger wurde, strich ihn Trainer Velimir Kljaić aus dem Kader.

## Auszeichnungen
Für den Gewinn der Bronzemedaille bei der Euro 1994 erhielt er den Franjo Bučar Staatspreis für Sport.